# Mimoprora
Mimoprora là một chi bướm đêm thuộc họ Geometridae.